# Мавзолей Мубарак Мервази
Мавзолей Мубарак Мервази является объектом культурного наследия, расположенным в Узбекистане и признанным значимым историческим местом. Этот объект был построен в XIV веке и находится в районе Мубарак в регионе Кашкадарья, в квартале "Сариккишлок". В соответствии с правами на нерезидентскую собственность, он считается государственной собственностью и управляется под юрисдикцией отдела культурного наследия региона Кашкадарья (на основе прав оперативного управления). Он определен как государственная собственность в соответствии с соглашением об использовании благотворительного фонда общины "Вакф".
Постановлением Кабинета Министров Республики Узбекистан от 4 октября 2019 года недвижимые объекты объектов материального культурного наследия были включены в национальный список и подверглись государственной защите.

## Этимология
Мавзолей Мубарак аль-Мервази назван в честь личности из рода Пророка, Абдуллах ибн аль-Мубарак. Этот человек считается одной из причин формирования района Мубарак в регионе Кашкадарья.
Полное имя Абдуллах ибн аль-Мубарак - Абу Абдурахман Абдулла ибн аль-Ханзали аль-Мервази (736-797). Он родился в древнем городе Марв в Трансоксиане (ныне Мары в Туркменистане) и ушел из жизни в возрасте 63 лет в городе Хурасан, близ Евфрат в нынешнем Ирак, в 798 году. Он был похоронен в том же месте. Он известен как знающий ученый, суфи и мастер хадисов. Его деятельность в основном сосредоточена в Марве. Он путешествовал по многим городам исламского мира, включая Багдад, Басра, Мекка, Медина, Балх, Бухара, Самарканд и Карши, где учился у почти четырех тысяч ученых. Во время своих путешествий он встречался и учился у Абу Ханифа, занимая выдающееся место среди его выдающихся учеников. Он написал работы по суфизму, фикху, изучению хадисов, истории, филологии и толкованию Корана.
Святыня Мубарака аль-Мервази привлекла внимание Амира Тимура, и символический мавзолей был построен в деревне Ходжа Мубарак.

## Архитектура
Входная часть мавзолея Мубарака аль-Мервази построена с двумя куполами. На задней фасаде есть надписи куфическим шрифтом с синей краской и белыми буквами. Кроме того, в центре находится гробница Мубарака аль-Мервази, молельня, небольшой бассейн и внутренний двор. Комплекс окружен толстой стеной. Мавзолей не занимает большую площадь. Окружающая местность захоронения оставалась в запущенном состоянии многие годы. В 2017-2018 годах вокруг мавзолея был проведен обширный ремонт.